# Nate Holland
Nate Holland (Sandpoint, 8 de noviembre de 1978) es un deportista estadounidense que compitió en snowboard, especialista en la prueba de campo a través.
Ganó dos medallas de bronce en el Campeonato Mundial de Snowboard, en los años 2007 y 2011. Adicionalmente, consiguió once medallas en los X Games de Invierno.
Participó en tres Juegos Olímpicos de Invierno, entre los años 2006 y 2014, ocupando el cuarto lugar en Vancouver 2010.

## Medallero internacional
| Campeonato Mundial | Campeonato Mundial | Campeonato Mundial | Campeonato Mundial |
| Año                | Lugar              | Medalla            | Prueba             |
| ------------------ | ------------------ | ------------------ | ------------------ |
| 2007               | Arosa (Suiza)      | Medalla de bronce  | Campo a través     |
| 2011               | La Molina (España) | Medalla de bronce  | Campo a través     |

| X Games de Invierno | X Games de Invierno    | X Games de Invierno | X Games de Invierno |
| Año                 | Lugar                  | Medalla             | Prueba              |
| ------------------- | ---------------------- | ------------------- | ------------------- |
| 2004                | Aspen (Estados Unidos) | Medalla de oro      | Ultracross          |
| 2005                | Aspen (Estados Unidos) | Medalla de bronce   | Ultracross          |
| 2006                | Aspen (Estados Unidos) | Medalla de oro      | Campo a través      |
| 2007                | Aspen (Estados Unidos) | Medalla de oro      | Campo a través      |
| 2008                | Aspen (Estados Unidos) | Medalla de oro      | Campo a través      |
| 2009                | Aspen (Estados Unidos) | Medalla de oro      | Campo a través      |
| 2010                | Aspen (Estados Unidos) | Medalla de oro      | Campo a través      |
| 2011                | Aspen (Estados Unidos) | Medalla de bronce   | Campo a través      |
| 2012                | Aspen (Estados Unidos) | Medalla de oro      | Campo a través      |
| 2014                | Aspen (Estados Unidos) | Medalla de oro      | Campo a través      |
| 2015                | Aspen (Estados Unidos) | Medalla de bronce   | Campo a través      |